# Ian Hetherington
Pour les articles homonymes, voir Hetherington.
Ian Hetherington (né en 1952, mort le 14 décembre 2021) est l'un des cofondateurs de la société Psygnosis spécialisée dans le développement et l'édition de jeux vidéo. C'est avec l'aide de Jonathan Ellis, en 1984, qu'il fonda l'entreprise sur les cendres d'Imagine Software, une société qui venait de disparaître et dont Hetherington était le directeur financier depuis 1982. Basée à Liverpool, l'équipe de Psygnosis développa un grand nombre de jeux à succès tels que Shadow of the Beast, WipEout, Fomula One et Lemmings.
En 1993, Sony racheta Psygnosis afin de travailler sur la plate-forme PlayStation. Le nom Psygnosis disparut, laissant place au nom Sony Studio Liverpool. Il développèrent de nombreuses suites à des jeux développés par Psygnosis, comme le récent Formula One Championship Edition sur PlayStation 3 ou encore WipEout Pure sur PlayStation Portable.
Ian Hetherington a ensuite été président des sociétés Evolution Studios et Realtime Worlds.